# Bratz (TV-serie)
Bratz är en amerikansk tv-serie baserad på dockorna med samma namn. Serien är producerad av Mike Young Productions och MGA Entertainment.

## Handling
Serien kretsar kring fyra tonåringar (Chloe, Jade, Sasha och Yasmin) som driver sin egen tonårstidning, med titeln "Bratz", medan de kämpar med livet på Stiles High School. Deras rivaliserande tidning är "Your Thing", som ägs och drivs av Burdine Maxwell, och hennes elaka enäggstvillingpraktikanter Kirstee och Kaycee. Tillsammans med sina vänner Dylan, Cameron och Eitan utnyttjas flickornas problem genom hela serien.

## Rollista
Säsong 1
- Chloe – Olivia Hack
- Sasha – Tia Mowry
- Jade – Soleil Moon Frye
- Yasmin – Dionne Quan

Säsong 2
- Chloe – Britt McKillip
- Sasha – Dorla Bell
- Jade – Britt Irvin
- Yasmin – Maryke Hendrikse